# Vanessa Fernandes
Vanessa Fernandes, född den 14 september 1985 i Perosinho, är en portugisisk triathlet.
Hon tog OS-silver i damernas triathlon i samband med de olympiska triathlontävlingarna 2008 i Peking.